# Osíris (Monarchia Lusytana)
Osiris derrotando Gerião, o usurpador na Monarquia Lusitana, faz parte da lista de reis lendários mencionados por vários autores portugueses e espanhóis, entre o século XVI e XVIII, por exemplo, Florián de Ocampo ou Bernardo de Brito, baseados também em Annio de Viterbo.
Bernardo de Brito coloca a intervenção de um Osíris humano na Península Ibérica em 1 760 a.C. contra Gerião, depois indo ainda a Itália onde seria identificado a Júpiter, aparece assim com os dois nomes: Jupiter Osiris.
Segundo Bernardo de Brito, Osiris depois de derrotar Gerião entregou o reino de Espanha aos filhos

Antes usou tão brandamente da vitória, que podendo facilmente haver as mãos os filhos de Gerião, chamados Lominios, e fazer-lhe outro tanto, como ao pai, os mandou chamar da Ilha Eritreia, para onde fugiram depois da batalha, e lhes deu liberalmente o Reino de Espanha, admoestando-os primeiro de tudo

Prossegue colocando os Lominios a conspirar com Busíris na questão de eliminar Osíris, em conjunto com Lestrigão (seu neto) e Tifão (seu irmão).

Foi esta consulta tratada primeiro com Lestrigon, Rei de Itália, neto de Osyris, e posto por sua mão naquele senhorio, que ele administrava tão mal (...), solicitou por seus embaixadores a Busiris, Rey da Phenicia, a Thyphon o menor que reinava na Phrigia, e ao gigante Anteo, senhor da Lybia. Os quais de comum consentimento fizeram liga com Thyphon o maior, irmão de Osyris, que ele deixara em companhia de Isys sua mulher, o Reino do Egypto (...) e chegando Osyris ao Egypto para descansar da larga peregrinação passada, e cortar o cabelo, que sempre (como diz Diodoro Siculo) deixara crescer à sua volta: o falso irmão lhe tirou a vida (...)

É descrito no Capítulo 9 e 10 da Monarchia Lusytana.